# Konstsim vid olympiska sommarspelen 2000
Konstsim vid olympiska sommarspelen 2000 hölls i Olympic Aquatic Centre. Totalt tävlde 104 idrottare om två guldmedaljer, en i par och en i lag.

## Medal summary
| Gren              | Guld | Silver | Brons |
| Duett Detaljer... | Ryssland Olga Brusnikina Maria Kisseleva | Japan Miya Tachibana Miho Takeda                                                                                   | Frankrike Virginie Dedieu Myriam Lignot |
| Lag Detaljer...   | Ryssland Jelena Azarova Olga Brusnikina Maria Kisseleva Olga Novoksjtjenova Irina Persjina Jelena Soja Julia Vasiljeva Olga Vasjukova Jelena Antonova | Japan Ayano Egami Raika Fujii Yoko Isoda Rei Jimbo Miya Tachibana Miho Takeda Yoko Yoneda Yuko Yoneda Juri Tatsumi | Kanada Lyne Beaumont Claire Carver-Dias Erin Chan Catherine Garceau Fanny Létourneau Kirstin Normand Jacinthe Taillon Reidun Tatham Jessica Chase |

## Medaljtabell
| Pl. | Nation    | Guld | Silver | Brons | Totalt |
| --- | --------- | ---- | ------ | ----- | ------ |
| 1   | Ryssland  | 2    | 0      | 0     | 2      |
| 2   | Japan     | 0    | 2      | 0     | 2      |
| 3   | Kanada    | 0    | 0      | 1     | 1      |
| 3   | Frankrike | 0    | 0      | 1     | 1      |